# Призренски санджак
Призренски санджак (на турски: Prizren Sancağı; на албански: Sanxhaku i Prizrenit; на сръбски: Призренски санџак) e една от административните единици (санджак) на Османската империя с център в град Призрен. Основан е веднага след завлазяването на града от Османската империя от Сръбското деспотство през 1455 г. Останалата територия на Сърбия е завоювана след падането на Смедерево през 1459 г. и разделена на следните санджаци: Вучитрънски, Крушевацки и Смедеревски. В началото на Балканската война през 1912 г. територията на Призренския санджак е заета от войските на Кралство Сърбия и Кралство Черна гора. Съгласно условията на Лондонския договор, подписан на 30 май 1913 г., територията на Призренския санджак е поделена между Сърбия и Черна гора.

## Административно деление
Съгласно османските регистри от 1571 г., в състава на Призренския санджак влизат пет нахии: Призрен, Хоча, Жежна, Търговище и Бихор.
Основната част от територията, която някога е принадлежала на санджака, в днешно време влиза в състава на Косово (Призрен и Хоча), Сърбия (Жежна, 20 km югоизточно от град Нови пазар) и най-малката част ― на Черна гора (Бихор и Търговище, около Рожае).

## Вилаети Шкодра, Призрен и Косово
През 1867 г. Призренският санджак е обединен с Дебърския и Шкодренския санджак, и заедно с тях образува Шкодренския вилает. През 1871 г. земите на Призренския санджак влизат в състава на новосъздадения Призренски вилает. На свой ред, той влиза в състава на Косовския вилает, който е създаден през 1877 г. Призрен става административен център на новата единица.
През 1878 г. Нишкият и Пиротският санджак, заедно с Враня, са отделени от Косовския вилает и стават територия на Княжество Сърбия по условията на Берлинския конгрес. След това, Дебърският санджак е придаден към Битолския вилает. След всички тези изменения, Косовският вилает остава от три санджака: Призренски, Скопски и Новопазарски санджак. Въпреки решението на Берлинския конгрес за предаването на контрола над Новопазарския санджак на Австро-Унгария, той де факто остава под администрацията на Османската империя.

## Младотурска революция
След Младотурската революция от 1908 г., в Османската империя се провеждат първите парламентарни избори, в това число и в Призренския санджак.

## Край
До края на октомври 1912 г., в хода на Балканската война Призренският санджак е зает от войските на Кралство Сърбия и Кралство Черна гора. По условията на Лондонския договор, подписан по време на Лондонската конференция през 1913 г., територията му е разделена между Сърбия и Черна гора.